# Енді Блер
Енді Блер (англ. Andy Blair; 27 лютого 1908, Вінніпег — 27 грудня 1977) — канадський хокеїст, що грав на позиції центрального нападника.
Володар Кубка Стенлі.

## Ігрова кар'єра
Хокейну кар'єру розпочав 1928 року виступами за команду «Торонто Мейпл-Ліфс» в НХЛ.
Протягом професійної клубної ігрової кар'єри, що тривала 10 років, захищав кольори команд «Торонто Мейпл-Ліфс» та «Чикаго Блек Гокс».
Загалом провів 437 матчів у НХЛ, включаючи 36 ігор плей-оф Кубка Стенлі.

## Нагороди та досягнення
- Володар Кубка Стенлі в складі «Торонто Мейпл-Ліфс» — 1932.
- Учасник матчу усіх зірок НХЛ — 1934.

## Статистика
| Сезон        | Клуб                 | Ліга         | Регулярний сезон | Регулярний сезон | Регулярний сезон | Регулярний сезон | Регулярний сезон | Плей-оф | Плей-оф | Плей-оф | Плей-оф | Плей-оф |
| Сезон        | Клуб                 | Ліга         | І                | Г                | П                | О                | ШХ               | І       | Г       | П       | О       | ШХ      |
| ------------ | -------------------- | ------------ | ---------------- | ---------------- | ---------------- | ---------------- | ---------------- | ------- | ------- | ------- | ------- | ------- |
| 1928–29      | «Торонто Мейпл-Ліфс» | НХЛ          | 44               | 12               | 15               | 27               | 41               | 4       | 3       | 0       | 3       | 2       |
| 1929–30      | «Торонто Мейпл-Ліфс» | НХЛ          | 42               | 11               | 10               | 22               | 27               | —       | —       | —       | —       | —       |
| 1930–31      | «Торонто Мейпл-Ліфс» | НХЛ          | 44               | 11               | 8                | 19               | 32               | 2       | 1       | 0       | 1       | 0       |
| 1931–32      | «Торонто Мейпл-Ліфс» | НХЛ          | 48               | 9                | 14               | 23               | 35               | 7       | 2       | 2       | 4       | 6       |
| 1932–33      | «Торонто Мейпл-Ліфс» | НХЛ          | 43               | 6                | 9                | 15               | 38               | 9       | 0       | 2       | 2       | 4       |
| 1933–34      | «Торонто Мейпл-Ліфс» | НХЛ          | 47               | 14               | 9                | 23               | 35               | 5       | 0       | 2       | 2       | 16      |
| 1934–35      | «Торонто Мейпл-Ліфс» | НХЛ          | 45               | 6                | 14               | 20               | 22               | 2       | 0       | 0       | 0       | 2       |
| 1935–36      | «Торонто Мейпл-Ліфс» | НХЛ          | 45               | 5                | 4                | 9                | 60               | 9       | 0       | 0       | 0       | 2       |
| 1936–37      | «Чикаго Блек Гокс»   | НХЛ          | 44               | 0                | 3                | 3                | 33               | —       | —       | —       | —       | —       |
| Усього в НХЛ | Усього в НХЛ         | Усього в НХЛ | 401              | 74               | 86               | 160              | 323              | 36      | 6       | 6       | 12      | 32      |